# Villette-d'Anthon
Villette-d'Anthon is een gemeente in het Franse departement Isère (regio Auvergne-Rhône-Alpes). De plaats maakt deel uit van het arrondissement Vienne. Villette-d'Anthon telde op 1 januari 2022 5.240 inwoners.

## Geografie
De oppervlakte van Villette-d'Anthon bedroeg op 1 januari 2022 22,8 vierkante kilometer; de bevolkingsdichtheid was toen 229,8 inwoners per km².

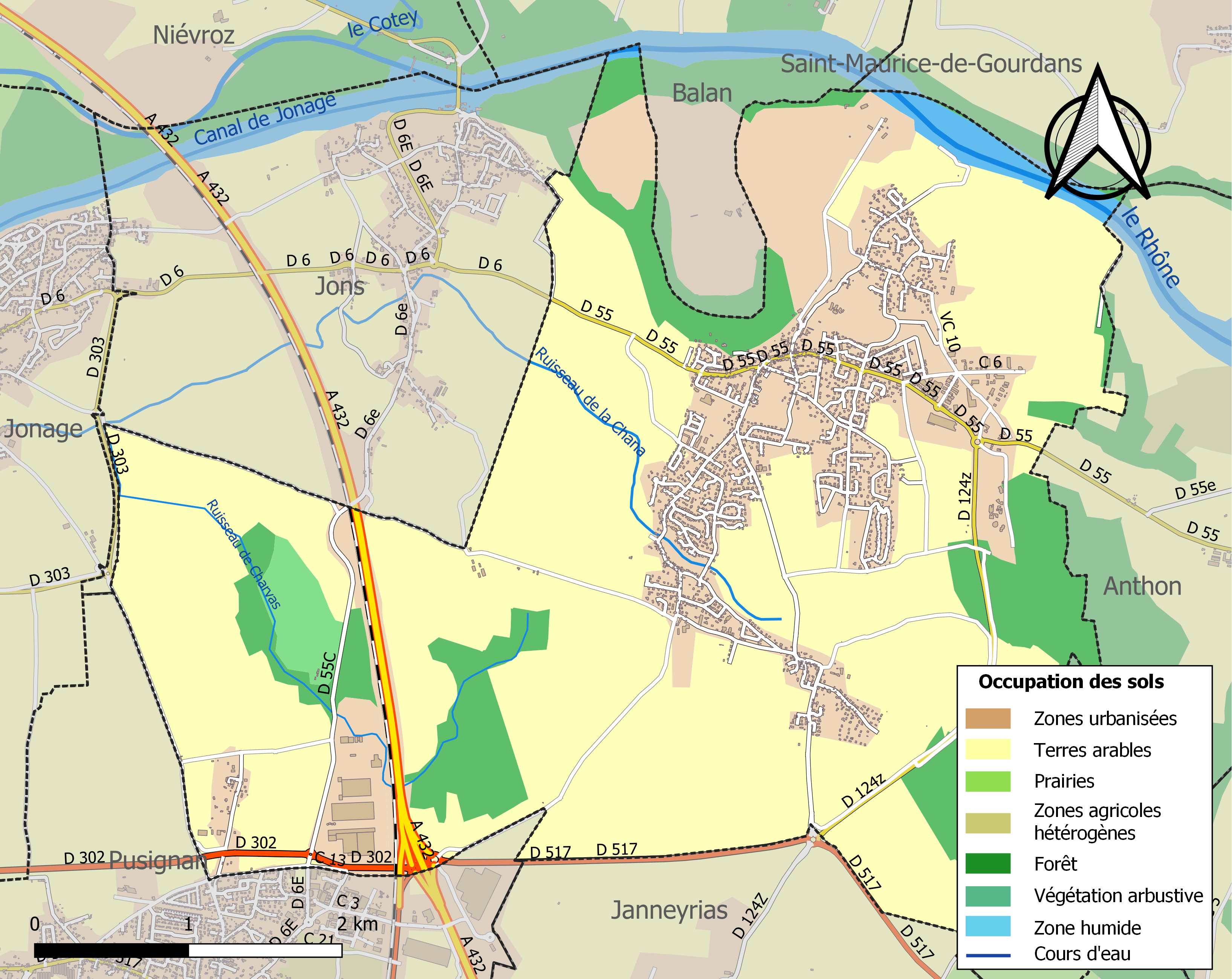
Kaart van de gemeente met de belangrijkste infrastructuur, bodemgebruik en omliggende gemeenten

## Demografie
Onderstaande figuur toont het verloop van het inwonertal (bron: INSEE-tellingen).